# CloudWalk
CloudWalk Inc. é uma companhia brasileira de tecnologia financeira sediada em São Paulo, fundada por Luis Silva em 2013. A companhia é considerada um unicórnio desde 2021, quando uma rodada de investimentos a avaliou em mais de US$ 2 bilhões. Suas principais marcas são a plataforma de serviços financeiros InfinitePay, que opera no Brasil, e o aplicativo de pagamentos JIM.com, voltado para o mercado norte-americano.

## História
A CloudWalk foi fundada em 2013 por Luis Silva. Em 2019, lançou sua principal plataforma no Brasil, a InfinitePay, em um período de alta competitividade no setor de pagamentos, que a imprensa denominou "guerra das maquininhas".
Em 2023, a empresa foi a primeira parceira escolhida pela Apple no Brasil para o lançamento da funcionalidade Tap to Pay no iPhone. A expansão internacional da companhia começou em 2024, com o lançamento da marca JIM.com nos Estados Unidos, focada em empreendedores de cidades como Nova Iorque, Austin e São Francisco.

## Operações e Produtos
A CloudWalk desenvolveu um ecossistema de soluções financeiras que se estende além do processamento de pagamentos. Sua principal plataforma, a InfinitePay, oferece um portfólio que inclui conta digital, cartão de crédito, ferramentas de comércio eletrônico, links de pagamento, gestão de cobranças e concessão de crédito para pequenas e médias empresas. Em meados de 2025, a plataforma ultrapassou a marca de 5 milhões de clientes em todos os municípios do Brasil.

### Tecnologia e Segurança
A empresa utiliza um sistema próprio de segurança digital baseado em inteligência artificial e aprendizagem de máquina. Segundo a CloudWalk, o sistema opera com mais de 99% de precisão e evitou perdas de R$ 10 bilhões em 2024. Em 2024, a InfinitePay foi reconhecida pela Silverguard como a segunda melhor instituição financeira no ranking de combate a contas falsas no Brasil. A tecnologia recebeu, em 2025, o Selo de Prevenção a Fraudes da Confederação Nacional das Instituições Financeiras (CNF).

## Resultados financeiros
Em novembro de 2021, a CloudWalk levantou US$ 150 milhões em uma rodada de investimentos Série C liderada pelo fundo Coatue Management, com participação de DST Global, A-Star Capital, The Hive Brazil, Plug and Play Tech Center, Valor Capital Group e dos investidores-anjo Gokul Rajaram, Larry Fitzgerald e Kelvin Beachum. O aporte elevou a avaliação da empresa para US$ 2,15 bilhões. Entre seus principais investidores de capital de risco estão Coatue, DST Global e Valor Capital.
Para financiar suas operações de antecipação de recebíveis, a CloudWalk captou mais de R$ 10 bilhões desde 2021 por meio de Fundos de Investimento em Direitos Creditórios (FIDCs). Sua captação mais recente, de R$ 3,14 bilhões em junho de 2025, foi a maior operação de FIDC no Brasil no ano; o fundo foi nomeado CloudWalk PI, em uma homenagem ao número clássico da matemática.
Em 2024, a companhia reportou uma receita de R$ 2,7 bilhões (crescimento de 67% em relação ao ano anterior) e lucro líquido de R$ 339 milhões, o triplo do resultado de 2023. No mesmo ano, atingiu a marca de US$ 1 milhão de receita por funcionário. Em abril de 2025, seu CEO declarou à publicação Axios que a receita anualizada da empresa estava próxima de atingir US$ 1 bilhão.

## Regulação
A empresa opera sob regulação do Banco Central do Brasil, de quem obteve a licença de Instituição de pagamento em 2022. Em 2025, recebeu autorização para atuar como Sociedade de Crédito, Financiamento e Investimento (SCFI), o que lhe permitiu emitir crédito e ofertar produtos de investimento diretamente.

## Prêmios e reconhecimento
A CloudWalk recebeu diversos reconhecimentos de publicações do setor financeiro e de tecnologia. Em 2025, foi incluída na lista "10 startups brasileiras para ficar de olho" da Bloomberg Línea. No ano anterior, a companhia foi listada pela CB Insights entre as 250 fintechs mais promissoras do mundo, reconhecida pela Forbes Brasil como uma das startups mais inovadoras do país e venceu o prêmio Mastercard Excellence Program.
Seu fundador e CEO, Luis Silva, também recebeu reconhecimentos individuais. Em 2024, foi nomeado pela Bloomberg Línea em suas listas das "500 Pessoas Mais Influentes da América Latina" e dos "100 Mais Inovadores da América Latina".